# Jegor Jakowlew (hokeista)
Jegor Konstantinowicz Jakowlew (ros. Егор Константинович Яковлев; ur. 17 września 1991 w Magnitogorsku) – rosyjski hokeista, reprezentant Rosji, dwukrotny olimpijczyk.

## Kariera
- Ak Bars 2 Kazań (2008–2009)
- Bars Kazań (2009–2011)
- Ak Bars Kazań (2010)
- Nieftianik Almietjewsk (2010–2012)
- Łoko Jarosław (2011–2012)
- Łokomotiw Jarosław (2011–2015)
- SKA Sankt Petersburg (2015–2018)
- New Jersey Devils (2018/2019)
- Binghamton Devils (2018/2019)
- Mietałłurg Magnitogorsk (2019-)

Wychowanek Mietałłurga Magnitogorsk. Od 2011 zawodnik Łokomotiwu Jarosław. Trafił tam po katastrofie lotu Yak Service 9633 z 7 września 2011, w której zginęła cała drużyna tego klubu. Występował w juniorskich rozgrywkach MHL, lidze KHL, w 2011 rozpoczął występy w lidze WHL. W marcu 2015 przedłużył kontrakt z klubem. Od czerwca 2015 zawodnik SKA Sankt Petersburg, związany trzyletnim kontraktem. W maju 2018 został zawodnikiem New Jersey Devils. W maju 2019 został zawodnikiem macierzystego Mietałłurga Magnitogorsk.
Uczestniczył w turniejach mistrzostw świata w 2014, 2015, 2018. W ramach ekipy olimpijskich sportowców z Rosji brał udział w turnieju zimowych igrzysk olimpijskich 2018. W barwach reprezentacji Rosyjskiego Komitetu Olimpijskiego uczestniczył w turnieju zimowych igrzysk olimpijskich 2022.

## Sukcesy

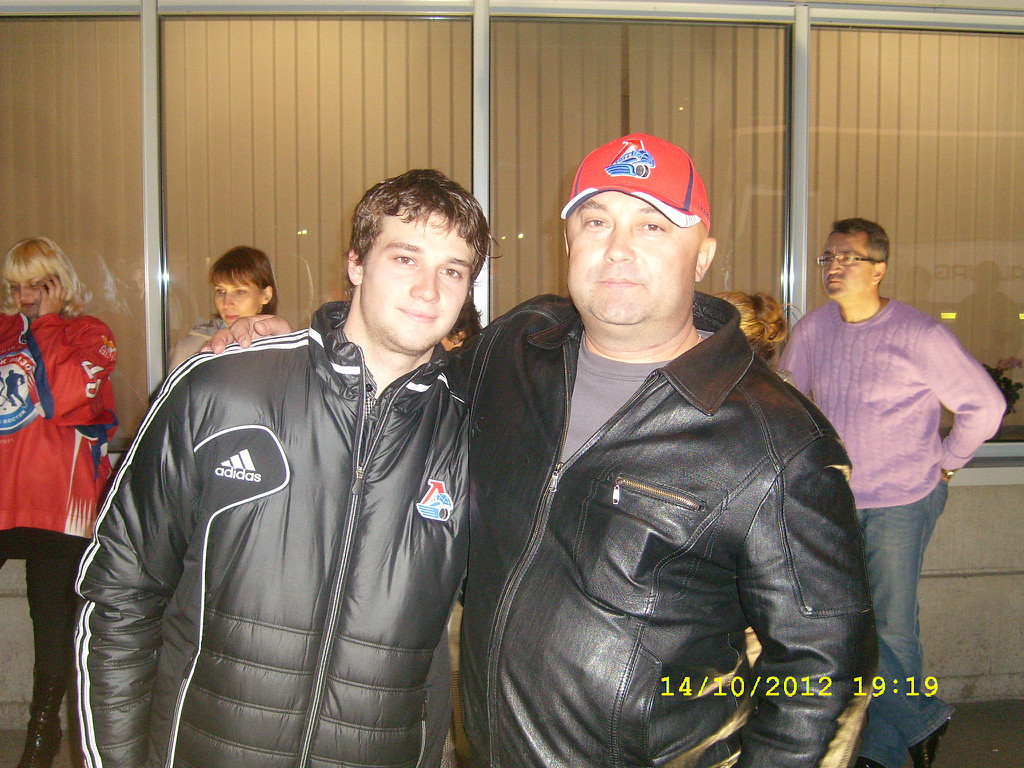
Jegor Jakowlew wraz z ojcem Konstantinem (2012)

Reprezentacyjne
- Złoty medal zimowej uniwersjady: 2011
- Złoty medal mistrzostw świata: 2014
- Srebrny medal mistrzostw świata: 2015
- Złoty medal zimowych igrzysk olimpijskich: 2018
- Srebrny medal zimowych igrzysk olimpijskich: 2022

Klubowe
- Srebrny medal WHL: 2011 z Nieftianikiem Almietjewsk
- Brązowy medal mistrzostw Rosji: 2014 z Łokomotiwem Jarosław
- Puchar Gagarina – mistrzostwo KHL: 2017 ze SKA, 2024 z Mietałłurgiem
- Złoty medal mistrzostw Rosji: 2017 ze SKA, 2024 z Mietałłurgiem

Indywidualne
- MHL (2010/2011):
  - Najlepszy obrońca miesiąca – październik 2010
- MHL (2011/2012):
  - Najlepszy obrońca miesiąca – listopad 2011
- Mistrzostwa Świata w Hokeju na Lodzie 2014/Elita:
  - Trzecie miejsce w klasyfikacji +/− turnieju: +9
- Hokej na lodzie na Zimowych Igrzyskach Olimpijskich 2022 – turniej mężczyzn:
  - Skład gwiazd turnieju[5]
- KHL (2021/2022):
  - Drugie miejsce w klasyfikacji asystentów w fazie play-off: 13 asyst
    - Drugie miejsce w klasyfikacji asystentów wśród obrońców w fazie play-off: 13 asyst

  - Pierwsze miejsce w klasyfikacji kanadyjskiej wśród obrońców w fazie play-off: 15 punktów
  - Pierwsze miejsce w klasyfikacji +/− w fazie play-off: +14
  - Złoty Kask (przyznawany sześciu zawodnikom wybranym do składu gwiazd sezonu)[6][7]
- KHL (2023/2024):
  - Nagroda Żelazny Człowiek (dla zawodnika, który rozegrał najwięcej spotkań mistrzowskich w ostatnich trzech sezonach): 234

Wyróżnienie
- Zasłużony Mistrz Sportu Rosji w hokeju na lodzie (2014)

Odznaczenia
- Order Honoru (2014)[8]
- Order Przyjaźni (27 lutego 2018)[9]